# Operación (matemática)
Una  operación matemática es una función sobre una tupla y que obtiene un resultado, aplicando unas reglas preestablecidas sobre la tupla.
1. Una operación matemática, para que sea considerada como tal, siempre tiene que garantizar un resultado, las operaciones que para ciertos valores de la tupla no garantizan un resultado no pueden considerarse operaciones matemáticas propiamente dichas.
2. Una operación matemática ha de dar un único resultado, si para una tupla dada puede presentar más de un resultado, no se puede considerar operación matemática propiamente dicha.
Una característica importante de una operación matemática es el número de términos de la tupla: aridad. Siendo la de dos términos: operación binaria de gran importancia.
En álgebra, se usa lo que son las operaciones suma, resta, multiplicación y división. Una operación es la aplicación de un operador sobre los elementos de un conjunto que tiene. El operador toma los elementos iniciales y los relaciona con otro elemento de un conjunto final que puede ser de la misma naturaleza o no; esto se conoce técnicamente como ley de composición. 
En aritmética y cálculo el conjunto de partida puede estar formado por elementos de un único tipo (las operaciones aritméticas actúan sólo sobre números) o de varios (el producto de un vector por un escalar engloba al conjunto unión de vectores y escalares que conforman un espacio vectorial).
Dependiendo de cómo sean los conjuntos implicados en la operación con respecto al conjunto considerado principal según nuestras intenciones podemos clasificar las operaciones en dos tipos: internas y externas.

## Propiedades de las operaciones
- La operación de adición (+)
  - se escribe {\displaystyle \,a+b}
  - es conmutativa: {\displaystyle \,a+b=b+a}
  - es asociativa: {\displaystyle \,(a+b)+c=a+(b+c)}
  - tiene una operación inversa llamada sustracción: {\displaystyle \,(a+b)-b=a}, que es igual a sumar el Opuesto, {\displaystyle \,a-b=a+(-b)}
  - tiene un elemento neutro 0 que no altera la suma: {\displaystyle \,a+0=a}

- La operación de multiplicación (×)
  - se escribe {\displaystyle \,(a\times b)}   o    {\displaystyle \,(a\cdot b)}
  - es una adición repetida {\displaystyle a\times n=a+a+\ldots +a} (n veces)
  - es conmutativa: {\displaystyle \,(a\cdot b)}  = {\displaystyle \,(b\cdot a)}
  - es asociativa: {\displaystyle \,(a\cdot b)\cdot c=a\cdot (b\cdot c)}
  - se abrevia por yuxtaposición: {\displaystyle a\cdot b\equiv ab}
  - tiene una operación inversa, para números diferentes a cero, llamada división: {\displaystyle {\frac {(ab)}{b}}=a}, que es igual a multiplicar por el recíproco, {\displaystyle {\frac {a}{b}}=a\left({\frac {1}{b}}\right)}
  - tiene un elemento neutro 1 que no altera la multiplicación: {\displaystyle a\times 1=a}
  - es distributiva respecto la adición: {\displaystyle \,(a+b)\cdot c=ac+bc}

- La operación de potenciación
  - se escribe {\displaystyle \,a^{b}}
  - es una multiplicación repetida: {\displaystyle a^{n}=a\times a\times \ldots \times a} (n veces)
  - no es ni comutativa ni asociativa: en general {\displaystyle \,a^{b}\neq b^{a}}  y {\displaystyle \,(a^{b})^{c}\neq a^{(b^{c})}}
  - tiene una operación inversa, llamada logaritmación: {\displaystyle \,a^{log_{a}b}=b=log_{a}a^{b}}
  - puede ser escrita en términos de raíz n-ésima: {\displaystyle \ a^{m/n}\equiv ({\sqrt[{n}]{a^{m}}})}  y por lo tanto las raíces pares de números negativos no existen en el sistema de los números reales. (Ver: sistema de números complejos)
  - es distributiva con respecto a la multiplicación: {\displaystyle \,(a\cdot b)^{c}=a^{c}\cdot b^{c}}
  - tiene la propiedad: {\displaystyle \ {a^{b}}\cdot {a^{c}}=a^{b+c}}
  - tiene la propiedad: {\displaystyle \,(a^{b})^{c}=a^{bc}}[1]

### Propiedades de la igualdad
La relación de igualdad (=) es:
- reflexiva: {\displaystyle \,a=a}
- simétrica: si {\displaystyle \,a=b}  entonces {\displaystyle \,b=a}
- transitiva: si {\displaystyle \,a=b}  y {\displaystyle \,b=c}  entonces {\displaystyle \,a=c}

### Leyes de la igualdad
La relación de igualdad (=) tiene las propiedades siguientes:
- si {\displaystyle \,a=b} y {\displaystyle \,c=d}  entonces {\displaystyle \,a+c=b+d}  y {\displaystyle \,ac=bd}
- si {\displaystyle \,a=b}  entonces {\displaystyle \,a+c=b+c}
- si dos símbolos son iguales, entonces uno puede ser sustituido por el otro.
- regularidad de la suma: trabajando con números reales o complejos sucede que si {\displaystyle \,a+c=b+c}  entonces {\displaystyle \,a=b}.
- regularidad condicional de la multiplicación: si {\displaystyle \,a\cdot c=b\cdot c}  y {\displaystyle \,c} no es cero, entonces {\displaystyle \,a=b} .

### Leyes de la desigualdad
La relación de desigualdad (<) tiene las siguientes propiedades:
- de transitividad: si {\displaystyle \,a<b}  y  {\displaystyle \,b<c}  entonces {\displaystyle \,a<c}
- si {\displaystyle \,a<b} y {\displaystyle \,c<d}  entonces {\displaystyle \,a+c<b+d}
- si {\displaystyle \,a<b} y {\displaystyle \,c>0} entonces {\displaystyle \,ac<bc}
- si {\displaystyle \,a<b} y {\displaystyle \,c<0} entonces {\displaystyle \,bc<ac}

### Regla de los signos
En el producto y en el cociente de números positivos (+) y negativos (-) se cumplen las siguientes reglas:

{\displaystyle {\begin{cases}+\cdot -=-\\+\cdot +=+\\-\cdot -=+\\-\cdot +=-\\\end{cases}}}

## Álgebra abstracta
Una operación {\displaystyle f_{}^{}} es interna si, tanto los elementos iniciales como los finales pertenecen al único conjunto {\displaystyle A_{}^{}}.
{\displaystyle f:\;A^{I}\to A\;,\;A^{I}=A\times A\times \cdots ^{I}\times A=\prod _{i\in I}A_{i}\;,\;\;I} es un conjunto.
Que también puede expresarse:
{\displaystyle (a_{1},a_{2},a_{3},\cdots ,a_{n})\;{\xrightarrow {f}}\;b}
O también:
{\displaystyle f(a_{1},a_{2},a_{3},\cdots ,a_{n})\;\to \;b}
Según la naturaleza del producto cartesiano inicial de la operación podemos diferenciar: 
- Operaciones finitas si el conjunto inicial {\displaystyle I_{}^{}} es producto cartesiano finito.

- Operaciones infinitas en caso contrario.

### Operaciónn-aria
Diremos que {\displaystyle f_{}^{}} es una operación n-aria en el conjunto {\displaystyle A_{}^{}}, si:

{\displaystyle f:A_{}^{n}\to A}

a {\displaystyle n_{}^{}\in \mathbb {N} } se le llama la ariedad o anidad.

### Operación binaria
Una operación es binaria cuando {\displaystyle n} es igual a dos:
{\displaystyle {\begin{array}{rrcl}\star :&\;A\times B&\to &C\\&(a,b)&\to &c=a\star b\end{array}}}
y también:
{\displaystyle a\star b\;\to \;c}
{\displaystyle (a,b)\;{\xrightarrow {\star }}\;c}
{\displaystyle \star (a,b)\;\to \;c}
Ejemplo:
En el conjunto de los números naturales, {\displaystyle \mathbb {N} }, la operación de adición: {\displaystyle +:\mathbb {N} \times \mathbb {N} \longrightarrow \mathbb {N} }, {\displaystyle (N,+)\,}, con las diferentes expresiones:
1. {\displaystyle a,b,c\in \mathbb {N} ,\quad a+b\to c}
2. {\displaystyle a,b,c\in \mathbb {N} ,\quad (a,b)\;{\xrightarrow {+}}\;c}
3. {\displaystyle a,b,c\in \mathbb {N} ,\quad +(a,b)\;\to \;c}

donde a y b son los sumandos y c el resultado de la suma.

### Operación unaria
Una operación unaria, con un solo parámetro:
{\displaystyle {\begin{array}{rrcl}\star :&\;A&\to &B\\&a&\to &b=\star (a)\end{array}}}
también suelen denominarse funciones.
Ejemplos:
- Dado el conjunto de los números naturales {\displaystyle \mathbb {N} }, la operación unaria incremento o siguiente, como:

{\displaystyle {\begin{array}{rrcl}in:&\;N&\to &N\\&a&\to &b=in(a)\end{array}}}
Donde:
{\displaystyle in(n)=n+1\;:\;n\in \mathbb {N} }
- Dado el conjunto de los números enteros {\displaystyle \mathbb {Z} }, la operación opuesto, como:

{\displaystyle {\begin{array}{rrcl}op:&\;Z&\to &Z\\&a&\to &b=op(a)\end{array}}}
esto es:
{\displaystyle op(e)=-e\;:\;e\in \mathbb {Z} }

### Operación 0-aria
Una operación 0-aria es cuando tenemos una operación {\displaystyle f:A^{0}\to A} es decir:
{\displaystyle {\begin{array}{rrcl}\star :&\;\{\emptyset \}&\to &A\\&\emptyset &\to &b=\star (\emptyset )\end{array}}}
Ejemplo:
Una operación nularia suele devolver constantes, por ejemplo el valor de pi:
{\displaystyle {\begin{array}{rrcl}pi:&\;\{\emptyset \}&\to &R\\&\emptyset &\to &a=pi(\emptyset )\end{array}}}
Que asigna a a el valor real del número pi.
- Una operación que designa un elemento distinguido de {\displaystyle A_{}^{}}, en teoría de grupos sería el elemento neutro de un grupo.[2][3]

### Operación externa
Una ley de composición externa sobre un conjunto A con un conjunto B es una aplicación:
{\displaystyle {\begin{array}{rrcl}\star :&\;B\times A&\to &A\\&(a,b)&\to &c=a\star b\end{array}}}
esta aplicación se dice que es una operación externa.
Ejemplo:
Dado el conjunto {\displaystyle V_{2}\;} de los vectores en el plano y el conjunto de escalares {\displaystyle \mathbb {R} } de números reales, tenemos que el producto de un número real por un vector en el plano es un vector en el plano:
{\displaystyle {\begin{array}{rrcl}\cdot :&R\times V_{2}&\to &V_{2}\\&(a,{\vec {v}})&\to &{\vec {u}}=a\cdot {\vec {v}}\end{array}}}
Dado el vector:
{\displaystyle {\vec {v}}=3i+6j\;}
Si lo multiplicamos por un escalar 3:
{\displaystyle 3\cdot {\vec {v}}=3\cdot (3i+6j)=(9i+18j)={\vec {u}}}
podemos ver que los dos vectores son del plano:
{\displaystyle (3i+6j),(9i+18j)\in V_{2}}
Partiendo de los conjuntos A y B distintos, y una aplicación:
{\displaystyle {\begin{array}{rrcl}\star :&A\times A&\to &B\\&(a,b)&\to &c=a\star b\end{array}}}
se dice que también es una ley de composición externa. Por ejemplo el Producto escalar de dos vectores en el plano, da como resultado un número real, esto es: 
{\displaystyle {\begin{array}{rrcl}\circ :&V_{2}\times V_{2}&\to &R\\&({\vec {u}},{\vec {v}})&\to &a={\vec {u}}\circ {\vec {v}}\end{array}}}
Tomando los vectores del plano:
{\displaystyle {\vec {u}}=(x_{1},y_{1})}
{\displaystyle {\vec {v}}=(x_{2},y_{2})}
Y siendo su producto escalar:
{\displaystyle {\vec {u}}\circ {\vec {v}}=(x_{1},y_{1})\circ (x_{2},y_{2})=x_{1}\cdot x_{2}+y_{1}\cdot y_{2}}
Que da por resultado un número real, veamos un ejemplo numérico:
{\displaystyle {\vec {u}}=(3,6)}
{\displaystyle {\vec {v}}=(5,2)}
Operando
{\displaystyle {\vec {u}}\circ {\vec {v}}=(3,6)\circ (5,2)=3\cdot 5+6\cdot 2=15+12=27}